# مخدوم قلي فراغي (مدينة)
مدينة مخدوم قلي فراغي هي مدينة غرب آي درة في ولاية بلقان في تركمانستان، سميت كذلك تيمنا بالشاعر مخدوم قلي فراغي. وهي مركز مديرية مخدوم قلي فراغي.
تقع المدينة عن سفوح جبال كبه طاغ وعلى ضفة نهر سومبار أحد روافد نهر أترك.

## الأسماء السابقة
- غانلیٛ قلعة (العصور الوسطى إلى حدود عام 1890)
- إلكساندروف (حدود عام 1890 - 1924)
- غارریٛ قلعة (1924-2004)

ومن الأسماء الأخرى قارا قلعة (بالروسية: Кара Кала) وكاراكالينسك (بالروسية: Каракалинск).